# Избори за Велику народну скупштину Краљевине Србије 1888.
Четрнаестог октобра 1888. године изашла је прокламација Краља Милана народу српском, којом Краљ позива народ на слогу: „Нек у теби", каже се у тој прокламацији, „умукну сви гласови раздора; нек једнодушно сви мисле на опште добро — a први пример за то треба да даде Краљ, и он је срећан што може да га даде". Краљ сматра да партијска борба може довести само до нових жалосних призора, каквих је било исувише; искрена тежња партија за добром и напретком државе немоћна је да што постигне и остаће безуспешна докле год је на снази Устав из 1869. Ради тога Краљ, на основу свога владалачког права, наређује, да се 20. новембра изврше избори за Велику народну скупштину која треба да се састане у Београду децембра 1888, да донесе нови Устав. Краљ јамчи пуну слободу избора и позива све партије да се сложе на изради новог Устава.
Требало је да се изабере 628 народних посланика у целој земљи. Према извештају верификационог одбора, 593 народна посланика имала су потпуно уредна пуномоћја, тако да се Скупштина могла одмах конституисати и прећи на рад. Од изабраних народних посланика, преко пет стотина припадало је Народној радикалној странци, Либерална странка добила је преко стотину мандата, док Напредна странка није добила ни један мандат. Скупштинске седнице одржаване су у згради Народног позоришта. Пре почетка рада Краљ је именовао петнаест својих повереника који су пред Скупштином требало да бране и образлажу пројект новога Устава, док је влада Николе Христића и даље остала у позадини. Краљеви повереници били су најважнији чланови самога Уставотворног одбора: Јован Ристић, Сава Грујић, Алимпије Васиљевић, Јован Авакумовић, Пера Велимировић, Гига Гершић, Јован Бели-Марковић, и други.